# Monitorul de Sibiu
Monitorul de Sibiu este un ziar regional din Transilvania din România.